# Tournoi de tennis du Perthshire
Le tournoi de tennis du Perthshire (Écosse) est un tournoi de tennis féminin faisant partie du circuit Dewar, organisé dans les années 1960 et 1970 dans différentes villes britanniques (Billingham, Édimbourg, Aberavon, Torquay, Cardiff et Perth) et dont la finale se déroulait à Londres. À partir de 1970, le tournoi se déroule à Édimbourg.

## Palmarès

### Simple
| No | Date       | Nom et lieu du tournoi    | Catégorie | Dotation | Surface    | Vainqueure           | Finaliste        | Score    |         |
| -- | ---------- | ------------------------- | --------- | -------- | ---------- | -------------------- | ---------------- | -------- | ------- |
| 1  | 22-10-1968 | Dewar Cup of Perth, Perth | Dewar Cup | NC       | Dur (int.) | Margaret Smith Court | Mary-Ann Eisel   | 6-2, 6-4 | Tableau |
| 2  | 14-10-1969 | Dewar Cup of Perth, Perth | Dewar Cup | NC       | Dur (int.) | Virginia Wade        | Ann Haydon-Jones | 9-7, 6-2 | Tableau |

### Double
| No | Date       | Nom et lieu du tournoi   | Catégorie | Dotation | Surface    | Vainqueures                      | Finalistes                   | Score      |         |
| -- | ---------- | ------------------------ | --------- | -------- | ---------- | -------------------------------- | ---------------------------- | ---------- | ------- |
| 1  | 22-10-1968 | Dewar Cup of Perth Perth | Dewar Cup | NC       | Dur (int.) | Margaret Smith Court Pat Walkden | Mary-Ann Eisel Winnie Shaw   | 14-12, 6-4 | Tableau |
| 2  | 14-10-1969 | Dewar Cup of Perth Perth | Dewar Cup | NC       | Dur (int.) | Ann Haydon-Jones Virginia Wade   | Mary-Ann Eisel Julie Heldman | 6-4, 6-4   | Tableau |